# Левенко Валерій Якович
Валерій Якович Левенко (нар. 27 грудня 1944, м. Керч, Крим) — український російськомовний поет, журналіст, публіцист. Член Національної спілки письменників України.
Закінчив Літературний інститут ім. О. М. Горького. Працював матросом на морських суднах, журналістом. Пише російською мовою. Автор поетичних збірок «Когда улыбается сонце», «По доброй земле», «Души причал», «Координаты мужества», «Сквозь прошедшие дожди» та багатьох публікацій в альманахах, колективних збірниках, журналах. Лауреат Міжнародної літературної премії імені С. Полоцького.